# Frédéric Sorrieu
 (septembre 2010).
Si vous disposez d'ouvrages ou d'articles de référence ou si vous connaissez des sites web de qualité traitant du thème abordé ici, merci de compléter l'article en donnant les références utiles à sa vérifiabilité et en les liant à la section « Notes et références ».
Frédéric Sorrieu était un dessinateur, graveur et lithographe français né à Paris le 17 janvier 1807 et mort à Seine-Port le 25 septembre 1887.
Ses œuvres témoignent notamment des révolutions libérales et nationales françaises et européennes. Citons quelques-unes de ses lithographies les plus connues : La République universelle, démocratique et sociale, imprimée en 1848 ainsi que Le suffrage universel, imprimé en 1850. Une image dessinée et lithographiée en noir et blanc par Sorrieu en 1861, titrée en arménien Հայաստան (Arménie) et sous-titrée en français L’Arménie sur ses ruines, deviendra l'une des images patriotiques les plus en vogue chez les Arméniens jusque dans les années 1910.

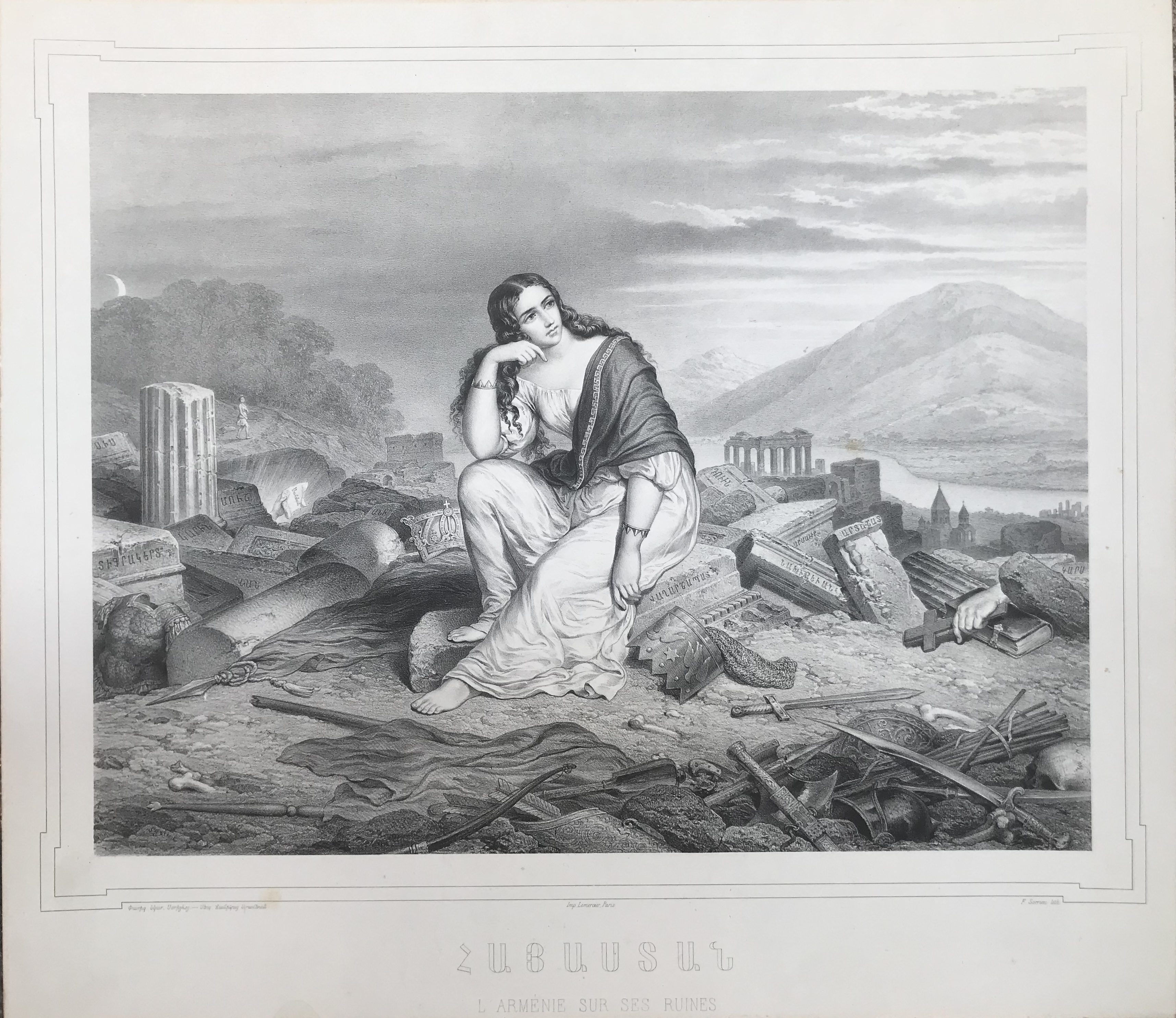
L'Arménie sur ses ruines, 1861.
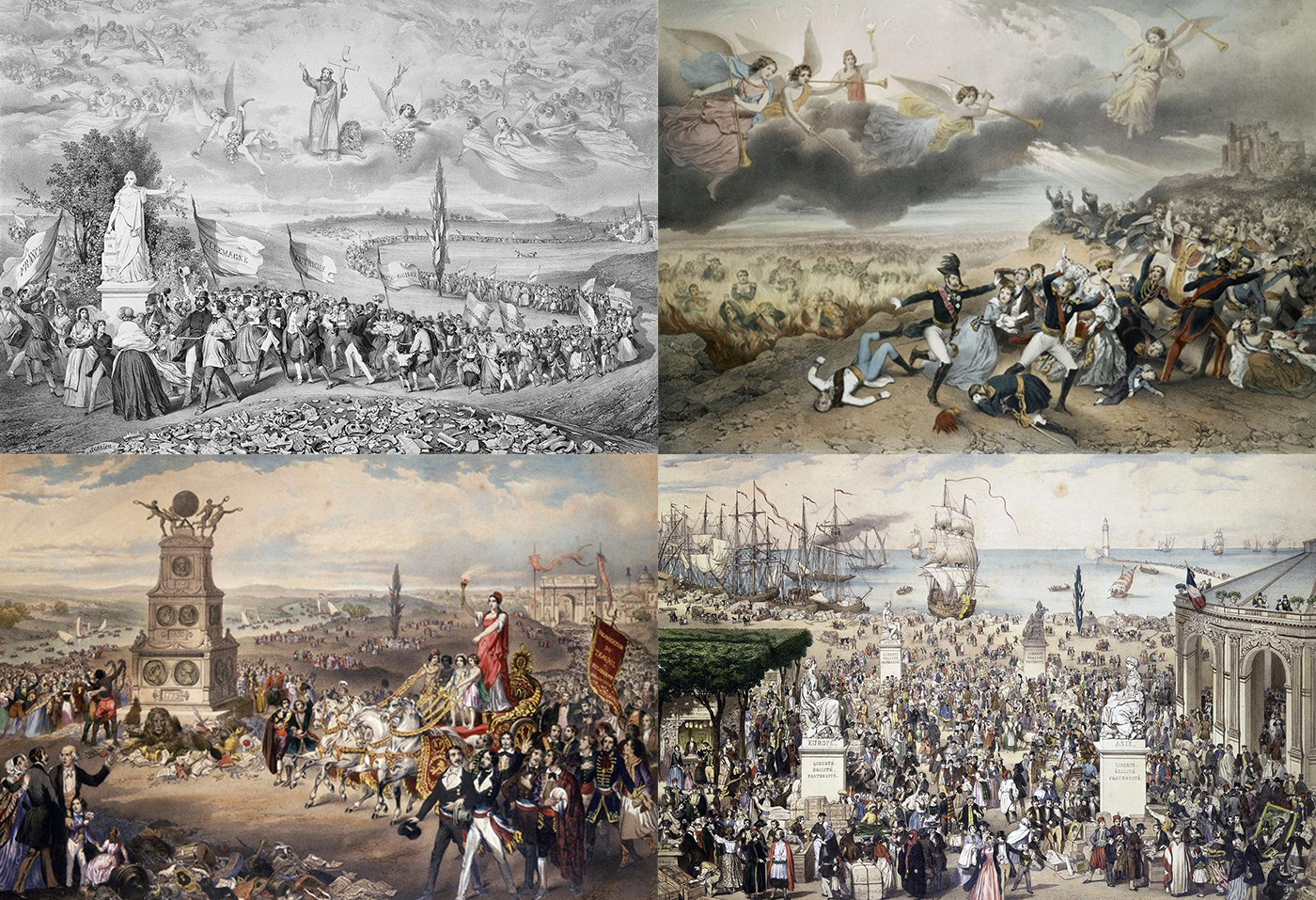
La République universelle, démocratique et sociale, 1848.